# Hermann Knaus
Hermann Knaus (Sankt Veit an der Glan, 19 ottobre 1892 – Vienna, 22 agosto 1970) è stato un chirurgo e ginecologo austriaco.

## Biografia
Dal 1923 al 1934 lavorò all'Ospedale Universitario di Graz, mentre nel 1950 assunse la direzione del Dipartimento Ginecologico dell'Ospedale Lainz di Vienna. Sviluppò la teoria del ginecologo giapponese Kyūsaku Ogino sui periodi di fertilità della donna, ricavandone un metodo contraccettivo naturale (metodo Ogino-Knaus). Ogino respinse i risultati della ricerca del collega austriaco, in ragione della scarsa affidabilità del metodo.